# Štěnec
Štěnec je malá vesnice a část obce Jenišovice v okrese Chrudim. Nachází se asi 1,5 kilometru východně od Jenišovic. Prochází zde silnice II/305. Štěnec je také název katastrálního území o rozloze 3,01 km².

## Historie
První písemná zmínka o vesnici pochází z roku 1372.

## Osobnosti
Ve vsi se narodil a působil Josef Sochor (1865–1929), statkář a politik, na počátku 20. století poslanec Českého zemského sněmu.